# Freyeria subtusobsoleta
Freyeria subtusobsoleta är en fjärilsart som beskrevs av Gary R. Graves 1918. Freyeria subtusobsoleta ingår i släktet Freyeria och familjen juvelvingar. Inga underarter finns listade i Catalogue of Life.